# Espédaillac
 Espédaillac  (en occitano Espedalhac) es una población y comuna francesa, situada en la región de Mediodía-Pirineos, departamento de Lot, en el distrito de Figeac y cantón de Livernon.

## Demografía
| 251 | 219 | 212 | 260 | 230 | 241 |
| Para los censos de 1962 a 1999 la población legal corresponde a la población sin duplicidades (Fuente: INSEE [Consultar]) |     |     |     |     |     |